# Embalses de Marruecos

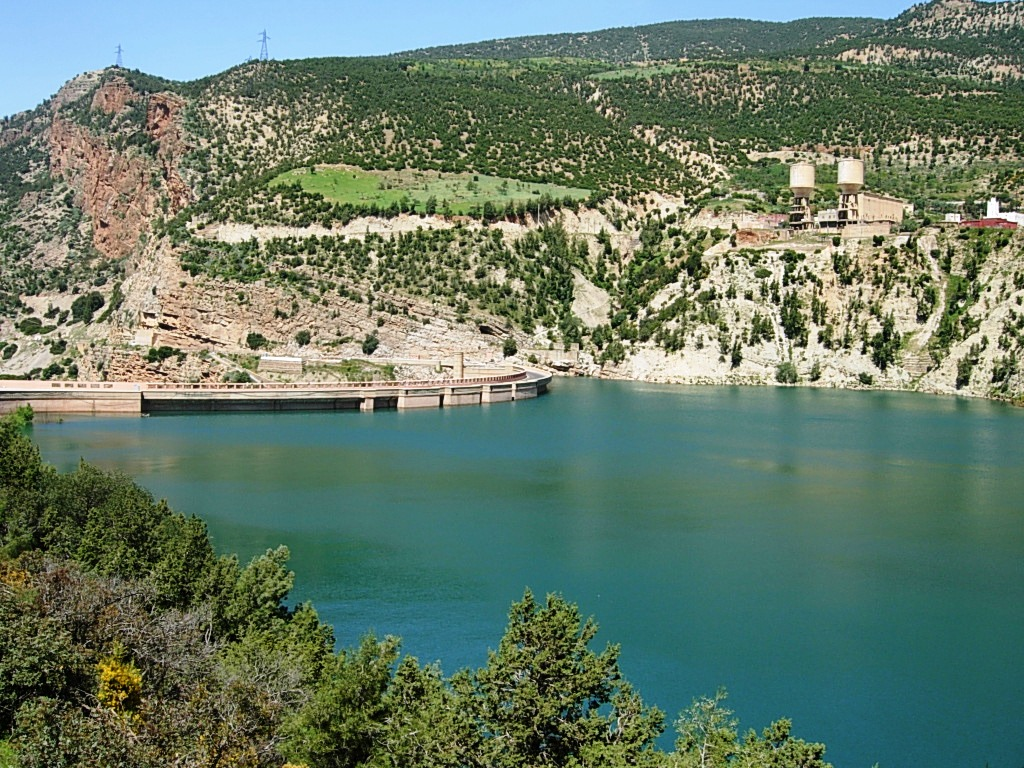
Embase de Bin el Ouidane

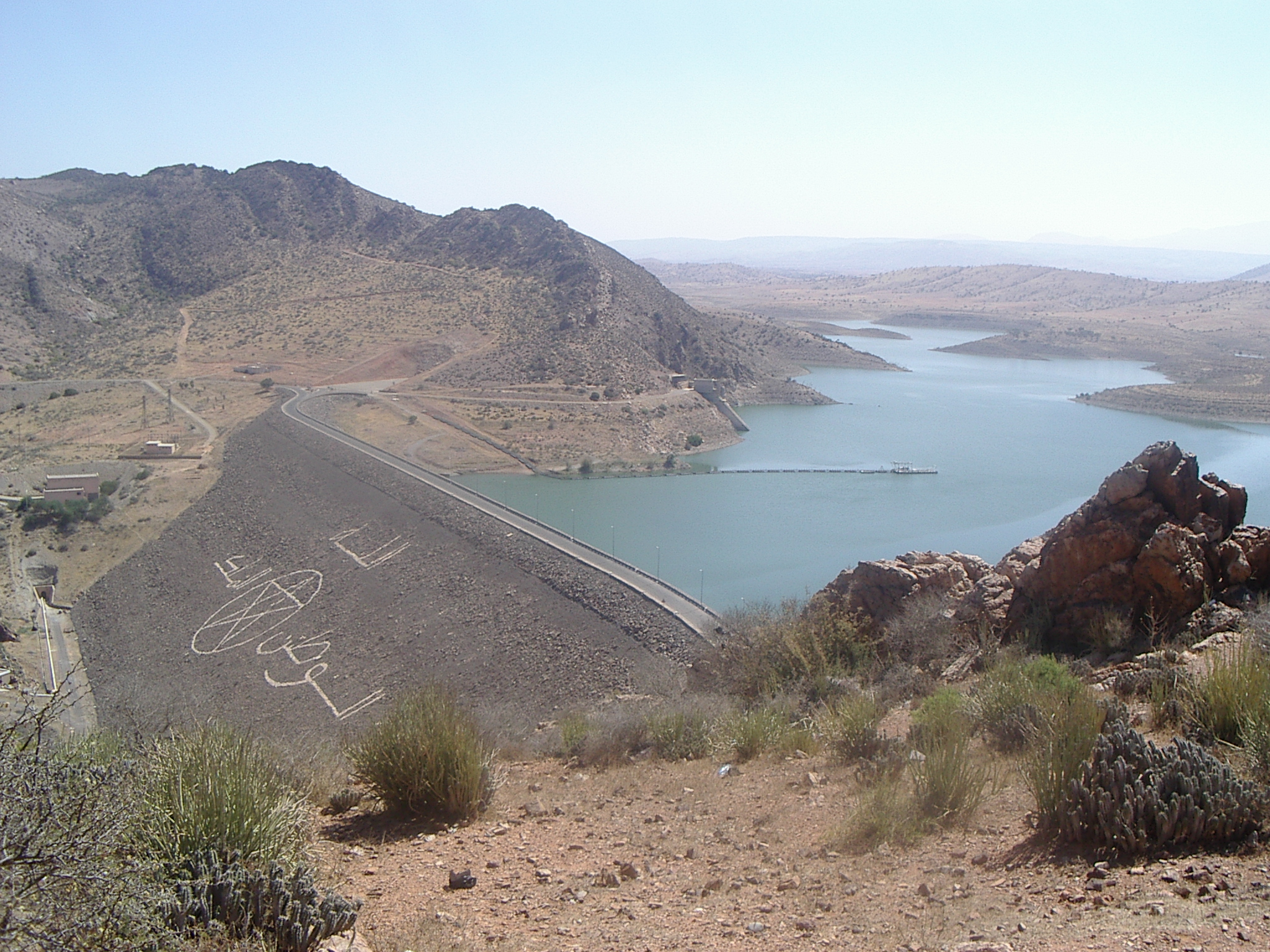
Embalse y presa de tierra de Youssef Ibn Tachfin

Debido al régimen de escasas precipitaciones de Marruecos, y a sus ríos de caudal variable, el gobierno de Marruecos emprendió hace décadas un proyecto de construcción de grandes embalses para favorecer el regadío, que continúa actualmente su desarrollo.
Los grandes embalses de Marruecos en funcionamiento eran, en 2011 y según el gobierno marroquí, 148, que ofrecían una capacidad total de unos 17.200 millones de m³. La FAO nombraba en 2005, 104 grandes embalses con una capacidad total de 16.904 millones de m³, así como 17 embalses pequeños y medianos y 67 embalses para retener las aguas de arroyada en laderas, con una capacidad total de 9,9 millones de m³. 
Un informe realizado por Khalid el Ghomari, Director de Recursos Hidráulicos, en 2015, habla de 139 grandes embalses con una capacidad global de 17,6 km³, 13 obras hidráulicas de transferencia de agua con una longitud de 1.100 km, y más de un centenar de pequeños embalses y balsas.

## Historia
A partir de la década de 1950, los sucesivos gobiernos han llevado a cabo una política de construcción de embalses para la provisión de agua potable, el riego y la electricidad. El primero, el embalse de Sidi Saïd Maâchou, se realiza en 1929. Hasta 1956 se habían construido 13 embalses, y hasta 1966 se construyen 3 más, pero el verdadero impulso se produce durante el reinado de Hassan II (1961-1999), con el objetivo, desde 1967, de construir de dos a tres grandes embalses por año. 
El propósito era la irrigación de un millón de hectáreas antes de finales del siglo XX. En el plan quinquenal de inversiones públicas 1968-1972 se dedican 2.088 millones de dirhams, el 41% del presupuesto, al regadío, junto con 400 millones dedicados a la construcción de embalses.
La construcción de grandes obras es preferida a la de pequeños embalses. El agua retenida se destina preferentemente a la agricultura, seguida de ciudades y fábricas. En la década de 2010, la superficie de regadío se aproxima a las 550.000 hectáreas.

## Previsión
En 2016 están en construcción tres grandes embalses, Martil, Kharoub y Dar Khrofa, en la región de Tánger-Tetúan-Al Hoceima, mientras que este mismo año se inicia la construcción del de Ghiss y se acaba el de Moulay Bouchta. Entre los cinco se prevé irrigar unas 22.000 ha. Otros siete embalses de tamaño medio-grande también están en construcción: Timkit, Zerrar, Ouijet Essoltane, Sidi Abdellah, Mdez, Tiouine y Tamalout.
El proyecto incluye la construcción de una serie de canalizaciones para transferir agua de la cuenca Norte al sur de Marruecos, mucho más seco.

## Embalses más importantes
El reino de Marruecos publica una lista completa de embalses. Los que aquí se mencionan son solo algunos de los más importantes.
- Embalse de Al Wahda (3,8 km³), en el río Uarga
- Embalse de Al Massira (2,7 km³), en el río Morbeya
- Embalse de Bin El Ouidane (1,38 km³), en el río El Abid
- Embalse de Mohamed V (0,67 km³, en el río Muluya
- Embalse de Hassan II (0,4 km³), en el río Lakhdar
- Embalse 9 de abril de 1947 o El Hachef (0.3 km³)
- Embalse de Hassan I (0,245 km³), en el río Muluya
- Embalse de Wirgan (0,07 km³)
- Embalse de Sahla (0,062 km³)
- Embalse de Bouhouda (0,05 km³)
- Embalse de Idriss I, en el río Inauen
- Embalse de El Mansour Eddahbi, en el río Dadès, en Uarzazat
- Embalse de Daourat
- Embalse de Allal al Fassi
- Embalse de El Kansera
- Embalse de Youssef Ibn Tachfin
- Embalse de Aoulouz
- Embalse de Mechrâa Hammadi
- Embalse de Oued Za o Laghrass